# Visio Fursei
La Visio Fursei è un'ampia parte della Vita Fursei, testo agiografico che narra la vita e la predicazione di san Fursa, monaco irlandese. La Visio è dedicata, in particolare, alla narrazione della visione dell’aldilà che il santo avrebbe avuto quando, ancora giovane, si trovava in Irlanda e aveva da poco abbandonato il suo primo monastero per dedicarsi alla predicazione itinerante. A questa, poi, seguono all’interno della biografia del santo altre due visiones, volte a spiegare, benché non in modo esaustivo, una predizione ricevuta da Fursa a conclusione della sua prima visio.
La sezione dedicata alla visio ebbe grande fama nel corso del Medioevo e fu certamente molto apprezzata anche dai lettori contemporanei: di ciò abbiamo prova nei manoscritti che ci tramandano la Vita i quali spesso evidenziano i capitoli specifici rubricandoli, titolandoli, mettendoli in risalto con ritrovati grafici particolari; riprova se ne ha poi nel fatto che essa prese a circolare anche in modo indipendente dal resto della biografia, costituendo opera a sé e conoscendo ampia diffusione.

## Contenuto
A seguito della fondazione del suo primo monastero in Irlanda, Fursa fa ritorno alla casa paterna, per diffondere anche fra i suoi il proprio ardore religioso e spirituale, ma mentre è in viaggio cade malato e giunge presso i parenti quasi morto. Mentre si trova in questo stato di incoscienza, prossimo alla morte, riceve la sua prima visione: alcuni angeli rapiscono la sua anima per trasportarla nell’aldilà, ma vengono bloccati a metà strada ed è loro ordinato di riportarla nel corpo. Fursa così, ch’era parso fino a quel momento morto, si rianima, con gran sorpresa dei suoi parenti, e racconta ciò che ha visto.
Tre giorni più tardi l’episodio si ripete in egual modo, ma questa volta gli angeli riescono a scortare l’anima di Fursa fino all’aldilà; qui ha luogo una vera e propria lotta fra angeli e demòni per l’anima del santo, una lotta dapprima armata e poi in forma di contraddittorio quasi giuridico, durante il quale i demoni scagliano accuse contro Fursa, elencandone le colpe, e gli angeli lo difendono, in un raffinato botta e risposta a colpi di citazioni bibliche. La lotta potrebbe protrarsi all’infinito se non che gli angeli asseriscono che il giudizio finale è demandato al tribunale divino, ponendovi così fine. A questo punto l’anima di Fursa è portata in giubilo da una folta schiera di angeli e beati, da cui fuoriescono due personaggi, due santi vescovi irlandesi, i quali colloquiano a lungo con il santo, spingendolo a diffondere nel mondo, una volta rientrato nel proprio corpo, un messaggio di penitenza. Parrebbe quasi che essi, attraverso le proprie parole, avallino e sostengano la predicazione di Fursa, così com’essa avrà luogo in seguito.
Infine, l’anima di Fursa viene riaccompagnata nelle sue spoglie mortali, così ch’egli possa risvegliarsi miracolosamente una seconda volta dalla sua morte apparente e narrare ciò che ha visto ed udito; questa volta, inoltre, porta con sé il segno tangibile della visione mistica, ovvero segni indelebili sulla pelle di un’ustione provocatagli da un dannato, che, aizzato dai diavoli, i quali rinfacciano a Fursa di aver peccato, accettando doni da un moribondo in cambio dell’assicurazione dell’assoluzione dai suoi peccati, gli si scaglia addosso durante la sua discesa sulla terra. Il ritorno alle proprie spoglie mortali, l’incredulità e la felicità dei suoi parenti, riunitisi attorno a lui, e la missione di predicazione affidatagli dai due beati, tuttavia, non leniscono il dolore di Fursa, il quale avrebbe desiderato di potersi liberare per sempre della propria vita mortale, di quel corpo che non riconosce quasi più come suo e poter godere in eterno di quella beatitudine appena intravista.
Se diamo credito all’ipotesi che vede il biografo della Vita come un monaco molto vicino a Fursa e che lo conobbe in vita, allora appare chiaro che la visio non può essere una pura finzione letteraria, bensì un evento che lo stesso Fursa raccontò ai suoi discepoli; e, infatti, le sue visiones possono essere lette come un Leitmotiv di tutta la sua vicenda biografica e della sua attività di predicazione, costituendone anche un sostegno e una giustificazione.
A sostegno di ciò si può portare un elemento curioso riguardante la visio di Fursa, ovvero la predizione sibillina e a tutti gli effetti non inverata dai fatti che la sua anima riceve al momento di riunirsi al proprio corpo: a conclusione della prima visio, infatti, quando l’anima di Fursa dichiara il suo desiderio di non tornare alla propria esistenza mortale, il santo viene rassicurato e gli è predetto che la sua anima potrà tornare definitivamente in cielo dopo che sia trascorso un giorno; Fursa capisce che la predizione non è da intendersi in senso letterale, così pensa che un giorno significhi un anno e aspetta trepidante il giungere dell’anniversario della visione. Tuttavia quando questo arriva egli cade malato nuovamente e di nuovo è preda di una visione divina, in cui viene spinto a proseguire la propria predicazione per altri dodici anni ancora: allora potrà definitivamente ascendere in cielo. Ma trascorsi i dodici anni di predicazione la predizione, ancora una volta, non si compie, mentre il santo è, invece, protagonista di un’ulteriore visio, nella quale, ancora una volta, è spinto a proseguire la sua attività missionaria, senza speranza di poter conoscere in anticipo il suo destino mortale. Questa predizione tanto singolare, criptica e mai realmente avveratasi, non può certo essere frutto dell’invenzione del biografo, tanto più che costituisce un elemento vagamente imbarazzante, nella sua inspiegabilità, all’interno della vita del santo: non può spiegarsi se non come qualcosa raccontato in prima persona da Fursa ai suoi seguaci.

## Fonti, originalità e influenza sulla tradizione successiva
Nel VII sec., ovvero all’altezza cronologica in cui la Visio Fursei fu composta, il genere della visione dell’aldilà non era ancora del tutto completamente codificato; sarà solo alla fine del secolo, in Gallia, con la produzione della Visio Baronti ch’esso si imporrà come genere autonomo e indipendente.
Pur tuttavia non mancavano certo al biografo di Fursa esempi autorevoli a cui attingere, specie in un ambito di cultura monastica. Possiamo ragionevolmente supporre ch’egli conoscesse i Dialoghi di Gregorio Magno, così come la lettera di Girolamo nella quale racconta del sogno in cui subisce una fustigazione di fronte al tribunale divino, la Vita Martini o ancora, in ambito franco, l'Historia Francorum di Gregorio di Tours; tutte opere in cui si hanno episodi di visioni dell’aldilà. Da fonti come quelle appena citate il biografo di Fursa trae sicuramente alcuni elementi strutturali già allora percepiti come tradizionali ed irrinunciabili in una narrazione di visio, quali lo schema ricorrente: malattia - morte apparente - visione - ritorno nel proprio corpo - narrazione di ciò che si è visto agli astanti; o la percezione dell’elemento malattia come indispensabile prefigurazione dell’imminente visione.
Nonostante ciò, però, la Visio Fursei mostra anche elementi significativi di libertà ed originalità, così da influenzare notevolmente la successiva evoluzione del genere letterario. Fra questi possiamo ricordare:
1. il nuovo procedimento di sdoppiamento della visione: la prima visio di Fursa, infatti, si articola in due episodi, di cui il primo pare avere unicamente funzione preparatoria;
2. se nello schema strutturale l’autore si rifà chiaramente a modelli già stabiliti, nel contenuto, invece, si mostra grandemente indipendente dalla tradizione;
3. elaborazione di alcuni temi nuovi che diverranno poi topici, uno su tutti il ruolo dominante dello scontro fra angeli e demoni per l’anima di Fursa, attorno al quale ruota gran parte della visio e che si declina secondo originali variazioni, nonché il ruolo degli angeli come guide celesti o la peculiare attenzione riservata alla descrizione fisica dei diavoli;
4. pur essendo l’incontro con personaggi dell’aldilà un topos già conosciuto al genere, il colloquio con i due vescovi beati, tuttavia, è peculiare per l’ampio spazio che gli è dedicato e per il fatto ch’essi parlano a lungo; a loro, inoltre, è affidato il disvelamento dello scopo dell’intera visione, ovvero la legittimazione della predicazione di Fursa, così da mettere a tacere, in retrospettiva, le critiche e le invidie che avevano investito ferocemente l’attività del santo in vita – anche il messaggio stesso della predicazione è originale e particolare: si tratta di un messaggio penitenziale in chiave escatologica, rivolto in primo luogo ai potenti.

### Rapporto con la tradizione escatologica irlandese del VII secolo: influenze continentali[2]
Nell’Irlanda del VII sec. la visione tradizionale della vita dopo la morte, derivata dal cristianesimo tardo antico, prevedeva che per la maggior parte dei cristiani il momento di essere giudicati per i propri peccati sarebbe giunto solo alla fine dei tempi, con la seconda venuta di Cristo e il Giudizio Universale. Solo coloro, infatti, che fossero del tutto beati o del tutto dannati sarebbero stati destinati fin da subito al paradiso o all’inferno, mentre tutti gli altri, ovvero gli uomini comuni che si ponevano a metà strada fra santità e completa depravazione, avrebbero dovuto attendere. Le informazioni circa quest’attesa non erano precise: non si sapeva dove o come avrebbero atteso, né se sarebbero state consce dell’attesa stessa. Tutti i testi irlandesi dell’epoca, letterari o liturgici, tuttavia, suggeriscono l’idea che nulla sia definitivamente deciso per la maggior parte delle anime fino alla fine ultima, il Giudizio, dove la decisione sarà solo ed unicamente demandata a Dio, arbitro inappellabile.
Tuttavia, la Visio Fursei mette in dubbio questa credenza, diffusa sia nella letteratura che nella liturgia irlandese dell’epoca, per cui il destino delle anime della maggior parte degli uomini sarebbe rimasto sospeso fino al Giudizio; influenze continentali parrebbero essere penetrate nel testo irlandese per mano del suo autore, il quale avrebbe riversato nel testo, pur attenendosi in linea di massima al racconto che lo stesso Fursa aveva fornito delle sue visioni ai propri seguaci, nuove circostanze e influenze, suggeritegli dalla sua posizione di monaco in Gallia.
Nella Visio Fursei, infatti, parrebbe che ciò che accade all’anima di Fursa sia ciò che attende anche ogni altra anima dopo la morte: la salita nell’aldilà guidati da angeli, l’aspra lotta fra demoni ed angeli, l’ultima parola sancita solo ed esclusivamente da Dio; sembrerebbe, perciò, che il destino delle anime, la dannazione o la beatificazione, sia determinato immediatamente dopo la morte. Così il muro di fuoco che Fursa deve attraversare per raggiungere l’aldilà assumerebbe il significato di un’ordalia di fuoco, per mezzo della quale le azioni in vita dell’anima vengono passate al vaglio e giudicate.
C’è chi pensa che il fatto che il contendersi l’anima da parte di angeli e demoni e il conseguente giudizio divino avvengano apparentemente subito dopo la dipartita sia da ascriversi ad una più sofisticata percezione dell’irrilevanza temporale nella vita dopo la morte dell’autore della Visio, tuttavia non si spiegherebbe così la descrizione molto concreta e fisica di ciò che accade alle anime nell’intervallo fra la morte e la risurrezione definitiva: è pertanto da accogliere l’idea che nella Visio il tempo scorra nell’aldilà esattamente allo stesso modo che sulla Terra, fino al giorno del Giudizio e che pertanto l’assegnazione di inferno o paradiso sia una questione che concerne l’anima immediatamente dopo la morte fisica del corpo.
In questa sua peculiarità la Visio Fursei, discostandosi dalla percezione tradizionale irlandese del VII sec. della vita ultraterrena dell’anima, rassomiglia, invece, alla Visio Pauli alla quale è assimilabile anche per alcune similitudini strutturali; la Visio Pauli doveva, dunque, essere conosciuta in Irlanda nella prima metà del VII sec. e deve avere, in qualche modo, fornito suggestioni al biografo di Fursa se non a Fursa medesimo.
In generale, l'influsso più potente e facilmente riconoscibile parrebbe derivare dalle opere alessandrine riconducibili al primo monachesimo egiziano; da qui deriverebbe, infatti, l’idea secondo la quale Dio non sarebbe immediatamente coinvolto nel giudizio dell’anima, bensì essa dovrebbe prima passare al vaglio del Diavolo, il quale ha diritto di rivendicarla per sé in nome dei peccati compiuti in vita dal suo possessore, mentre gli angeli sono chiamati ad assisterla e a difenderla. Questo tipo di influenza spiegherebbe, inoltre, anche la totale assenza di una scena di giudizio divino nella Visio, cosa piuttosto inusuale all’interno del genere.
Nel suo combinare perciò elementi proveniente dalla Visio Pauli e la visione di una lotta fra bene e male, angeli e diavoli, derivante dall’antica tradizione cristiana egiziana, la Visio Fursei si inserisce in modo del tutto originale e come voce fuori dal coro all’interno della visione escatologica irlandese tipica del suo tempo.

### Edizione critica
- M. P. Ciccarese, Le visioni di S. Fursa in Romanobarbarica: contributi allo studio dei rapporti culturali tra mondo latino e mondo barbarico (8), 1985, pp. 231-303

### Studi
- C. Carozzi, Le voyage dans l’au-delà – D’après la littérature latine (Ve-XIIIe siècle), Roma, Collection de l’Ecole française de Rome, 1994
- P. Sims-Williams, Religion and literature in western England, 600-800, Cambridge, pp. 249-252
- M. Smith, The origins of Purgatory through the lenses of seventh-century Irish escathology in Tradition (58), 2003, pp. 91-132